# Katzelmacher (Drama)
Katzelmacher ist das erste eigenständige Bühnenstück des deutschen Regisseurs, Autors und Darstellers Rainer Werner Fassbinder aus dem Jahr 1968. Die Uraufführung im Münchener Action-Theater stand unter der Regie des Verfassers Fassbinder und des Komponisten Peer Raben. Ein Jahr später gelang Fassbinder mit der gleichnamigen Filmversion der künstlerische Durchbruch.

## Handlung
In einem Münchner Vorort geht alles seinen gewohnten Gang. Bruno arbeitet für Elisabeth in einem Betrieb, der Wundertüten herstellt. Er hat es satt, von ihr kommandiert zu werden, lässt sich aber doch von ihr aushalten. Franz bezahlt Ingrid für Liebesdienste, sie aber träumt von einer Karriere als Schlagersängerin. Marie geht mit Erich. Paul ist mit Helga zusammen, und Gunda wird gehänselt, weil sie keinen kriegt. Langeweile und Frustration bestimmen den Alltag der Jugendlichen.
Als Elisabeth in ihrem Betrieb neben Bruno den kostengünstigen griechischen Gastarbeiter Jorgos einstellt, wird er bald das Opfer des allgemeinen Verdrusses über die eigene Lebenssituation. Die Frauen hoffen auf ein Liebesabenteuer, die Männer sehen in dem Griechen eine unliebsame Konkurrenz. Da er ursprünglich für einen Italiener gehalten wird, bleibt das entsprechende Schimpfwort Katzelmacher an ihm haften.
Jorgos’ Zimmergenosse Bruno wirft Elisabeth vor, sie habe mit ihm etwas gehabt. Gunda, die von ihm zurückgewiesen wird, erzählt, Jorgos habe versucht, sie zu vergewaltigen. Das zärtliche Verhältnis, das zwischen Marie und ihm entsteht, bringt das Fass zum Überlaufen: Maries früherer Liebhaber Erich und Paul gründen eine zehnköpfige Bande, um den Außenseiter loszuwerden. Die Pläne reichen von Kastration bis zu Mord. Jorgos wird zusammengeschlagen, aber nur leicht verletzt.
Trotz der Belästigungen schmiedet er mit Marie Pläne über eine gemeinsame Fahrt nach Griechenland. Als ihn Marie wegen seiner Frau und seiner zwei Kinder befragt, gerät er jedoch in Verlegenheit. Schließlich reagiert er auf Elisabeths Ankündigung, neben ihm einen Türken einzustellen, indem er in eine andere Stadt ziehen will.

## Zum Werk
Der Titel bezieht sich auf das Schimpfwort Katzelmacher, das vorwiegend in Österreich, aber auch in der Schweiz und in Bayern verwendet wird. Mit ihm wurden abschätzig südeuropäische Musikanten, fahrende Händler und in den 1960er Jahren auch Gastarbeiter bezeichnet.
Fassbinder hatte kurz zuvor in seinem Action-Theater erfolgreich das Volksstück Pioniere in Ingolstadt von Marieluise Fleißer unter dem Titel Zum Beispiel Ingolstadt aufgeführt. Bei Katzelmacher orientierte sich Fassbinder sprachlich an der Dialektdiktion von Fleißer und widmete ihr sein Stück.
Katzelmacher, geschrieben für ein extrem enges Kellertheater, verzichtet auf Umbauten und Szenenwechsel. Umso stärker wird der dynamische Prozess von Konfrontationen akzentuiert.

## Auszeichnungen
1969 erhielt Fassbinder für sein Stück den Gerhart-Hauptmann-Preis.

## Aktuelle Aufführungen
- Stadttheater Bern – Schauspiel (Regie: Claudia Meyer), Spielzeit 2016/17; Kritik in Der Bund vom 30. Oktober 2016.
- Deutsches Theater – Kammerspiele (Regie: Jessica Glause), Berlin 2017.[3]
- Münchner Volkstheater – Große Bühne (Regie: Abdullah Kenan Karaca), München 2016.[4]
- Landestheater Schwaben – Großes Haus des Stadttheaters (Regie: Peter Kesten), Memmingen, 2013.[5]
- Bad Wörishofener Theatertage (Regie: Peter Kesten) – Kurhaus, Bad Wörishofen (Fassbinders Geburtsort), 10.–13. Mai 2013.[6]
- Staatstheater Mainz – Studiobühne (Regie: Hakan Savaş Mican), Mainz, 2012/2013.[7]

## Verfilmung
1969 entstand der Film Katzelmacher mit Fassbinder als Regisseur, Drehbuchautor und Hauptdarsteller. Es spielen die Schauspieler des ebenfalls 1969 gegründeten antiteaters, das auf Initiative von Fassbinder und Peer Raben nach dem Zerfall des Action-Theaters entstanden war.

## Opernfassung
Am 1. Juni 2003 wurde in Wuppertal Kurt Schwertsiks gleichnamige Oper uraufgeführt.